# Cercopithecus erythrogaster
Macaco-de-ventre-vermelho (Cercopithecus erythrogaster) é um Macaco do Velho Mundo, da subfamília Cercopithecinae. É um animal diurno, que vive em florestas tropicais da Nigéria e Benin.
É um primata frugívoro, mas insetos, folhas, e brotos fazem parte de sua dieta também. Vive em pequenos grupos entre quatro e cinco indivíduos, mas já foram registrados grupos com até 30 indivíduos, e machos podem ser avistados sozinhos.  É arborícola, vivendo em florestas tropicais úmidas e em partes mais úmidas de floresta secas, sendo encontrado também em floresta secundária e campos cultivados.
Machos pesam entre 3,5 e 4,5 kg e fêmeas entre 2 e 4 kg. Dão à luz a apenas um filhote por vez, o que é fator na diminuição das populações.
Já foi considerado extinto devido à constante caça pela pelagem, até que foi encontrado um pequeno grupo nas margens do rio Níger, em 1988.
É listado como "vulnerável" devido ao rápido decréscimo de suas populações. Atualmente, seu território é protegido e guardado como terra sagrada, onde caça e desmatamento é restrito. É um das espécies que vive nas Florestas da África Ocidental da Guiné.
Existem duas subespécies:
- Cercopithecus erythrogaster erythrogaster
- Cercopithecus erythrogaster pococki